# Kano (personaggio)
Kano è un personaggio della serie di videogiochi Mortal Kombat.

## Storia

### Prima linea temporale
Kano è un mercenario, capo dell'organizzazione del Dragone Nero, ragion per cui è ricercato dalle Forze Speciali di Sonya Blade. Qualche tempo prima del Mortal Kombat iniziale, Kano tenta di rubare l'Occhio di Shitan, ma viene sconfitto da Jax Briggs: per vendetta, Kano tende una trappola alla squadra di Sonya, uccidendone un commilitone, e fugge sull'isola di Shang Tsung. Kano partecipa al torneo, al quale si iscrive anche Sonya, ma i due non si affrontano e Kano riesce a fuggire.
In Mortal Kombat II lo si vede incatenato nell'arena di Shao Kahn insieme con Sonya.
In Mortal Kombat 3 Kano divenne il generale delle armate di Shao Kahn dopo aver ucciso Sheeva, che stava per attaccare l'imperatore; durante uno scontro con Sonya, cade da un grattacielo rischiando la morte, ma riesce a sopravvivere.
Kano torna in Mortal Kombat: Deadly Alliance, dove si mette al servizio dell'Alleanza Mortale di Shang Tsung e Quan Chi. Tuttavia, Kano non sa che con l'Alleanza Mortale si sono schierati anche Mavado e Hsu Hao, dell'organizzazione del Dragone Rosso, nemico del Dragone Nero; a Mavado è stato promesso dall'Alleanza che, se sconfiggerà lo spadaccino Kenshi, potrà finalmente affrontare Kano; Mavado sconfigge Kenshi e ottiene la sua ricompensa, portando allora Kano nel proprio nascondiglio per alcuni esperimenti. Questo giustifica l'assenza del capo del Dragone Nero nel successivo Mortal Kombat: Deception.
All'inizio di Mortal Kombat: Armageddon Kano viene liberato da Taven; Kano spiega poi a Taven che gli esperimenti erano condotti su umani per trasformarli in veri e propri draghi rossi. Detto questo, Kano fugge. Nel proprio finale Kano uccide Blaze e diventa un vero Drago Nero; in realtà, però, muore nel corso della battaglia presso la Piramide di Argus.
Riapparirà anche in Mortal Kombat vs DC Universe, capitolo in cui Kano si unisce a tutti gli altri guerrieri di Mortal Kombat per contrastare quelli della DC Universe, ma la guerra terminerà con un pareggio; Raiden e Superman uniranno alfine le loro forze e sconfiggeranno Dark Kahn, fusione tra Shao Kahn e Darkseid. Nel finale dell'arcade, nonostante la rabbia sia scomparsa, Kano impazzisce e desidera uccidere alleati e nemici, compreso Shang Tsung.

### Seconda linea temporale
Nella linea temporale alterata di Mortal Kombat (2011), Kano è sempre a capo del Dragone Nero. Ricercato da Sonya, prende parte al primo torneo, ma riesce a scappare; nel corso del secondo torneo, parteggia per le forze del Mondo Esterno (Outworld), verso cui contrabbanda diverse armi da fuoco; continua poi a lavorare per Shao Kahn durante l'invasione della Terra.
Ricompare 25 anni dopo gli eventi del torneo in Mortal Kombat X, dove ruba l'amuleto di Shinnok per conto di Mileena. Sempre quest'ultima, in seguito, gli ordina di uccidere Kotal Khan, nuovo imperatore del Regno Esterno. Dopo aver fallito, cerca di fuggire, nascondendosi fra alcuni profughi, tuttavia Sonya e le Forze Speciali riescono a scoprirlo e dopo aver lottato con la sua nemica di sempre, Kano viene catturato e costretto a rivelare la posizione di Mileena e delle sue armate nel Regno Esterno.
Due anni più tardi, in Mortal Kombat 11 è di nuovo in libertà e si allea con Kronika, con la promessa che nella nuova linea temporale il Dragone Nero sarà più potente che mai e controllerà ogni tipo di attività, legale o illegale. Assieme al Kano del presente lavora anche un Kano proveniente dal passato, dai tempi del secondo torneo. Insieme riparano Sektor e aiutano Kronika e i suoi alleati a replicarlo e costruire un'intera armata di ninja cibernetici. In seguito i due Kano, guidano un attacco al Quartier Generale delle Forze Speciali e malgrado incontrino una forte resistenza, riescono a rapire le versioni provenienti dal passato di Sonya e Johnny Cage. In seguito, questi ultimi verranno liberati dalle Forze Speciali, guidate da Cassie Cage. I due Kano si scontrano con Sonya che uccide il Kano del passato cancellando così dall'esistenza quello del presente.

## Apparizioni
- Mortal Kombat (1992)
- Mortal Kombat 2 (cameo)
- Mortal Kombat 3
- Ultimate Mortal Kombat 3
- Mortal Kombat Trilogy
- Mortal Kombat: Special Forces
- Mortal Kombat: Deadly Alliance
- Mortal Kombat: Deception (cameo)
- Mortal Kombat: Shaolin Monks
- Mortal Kombat: Armageddon
- Mortal Kombat vs DC Universe
- Mortal Kombat (2011)
- Batman: Arkham City Lockdown
- Mortal Kombat X
- Mortal Kombat 11

Mortal Kombat 1 (cameo)